# Pleurogonium angustum
Pleurogonium angustum là một loài chân đều trong họ Paramunnidae. Loài này được Kussakin miêu tả khoa học năm 1972.